# Jacob Degen

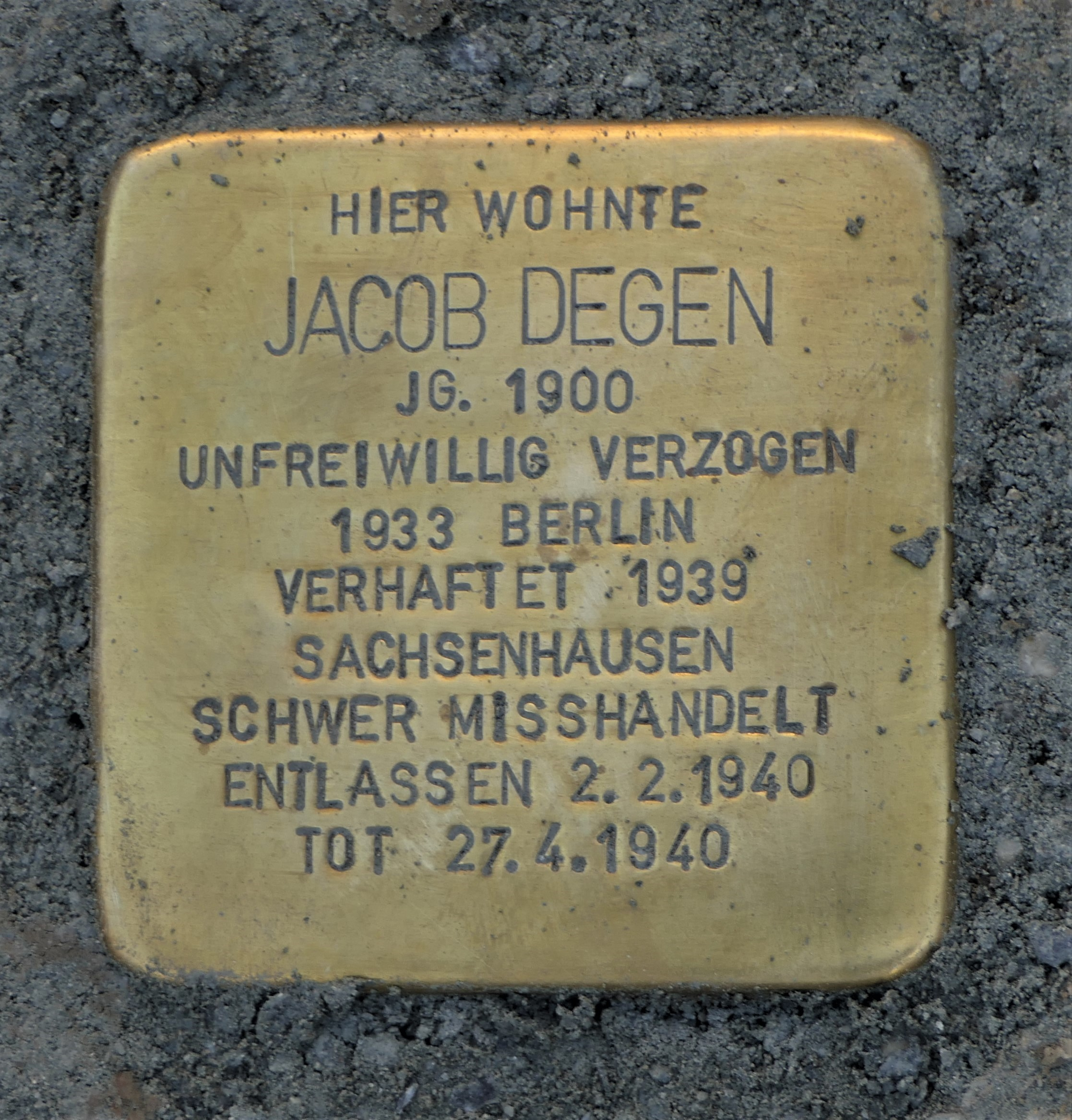
Stolperstein für Jacob Degen, Erich-Mühsam-Straße 18, Chemnitz

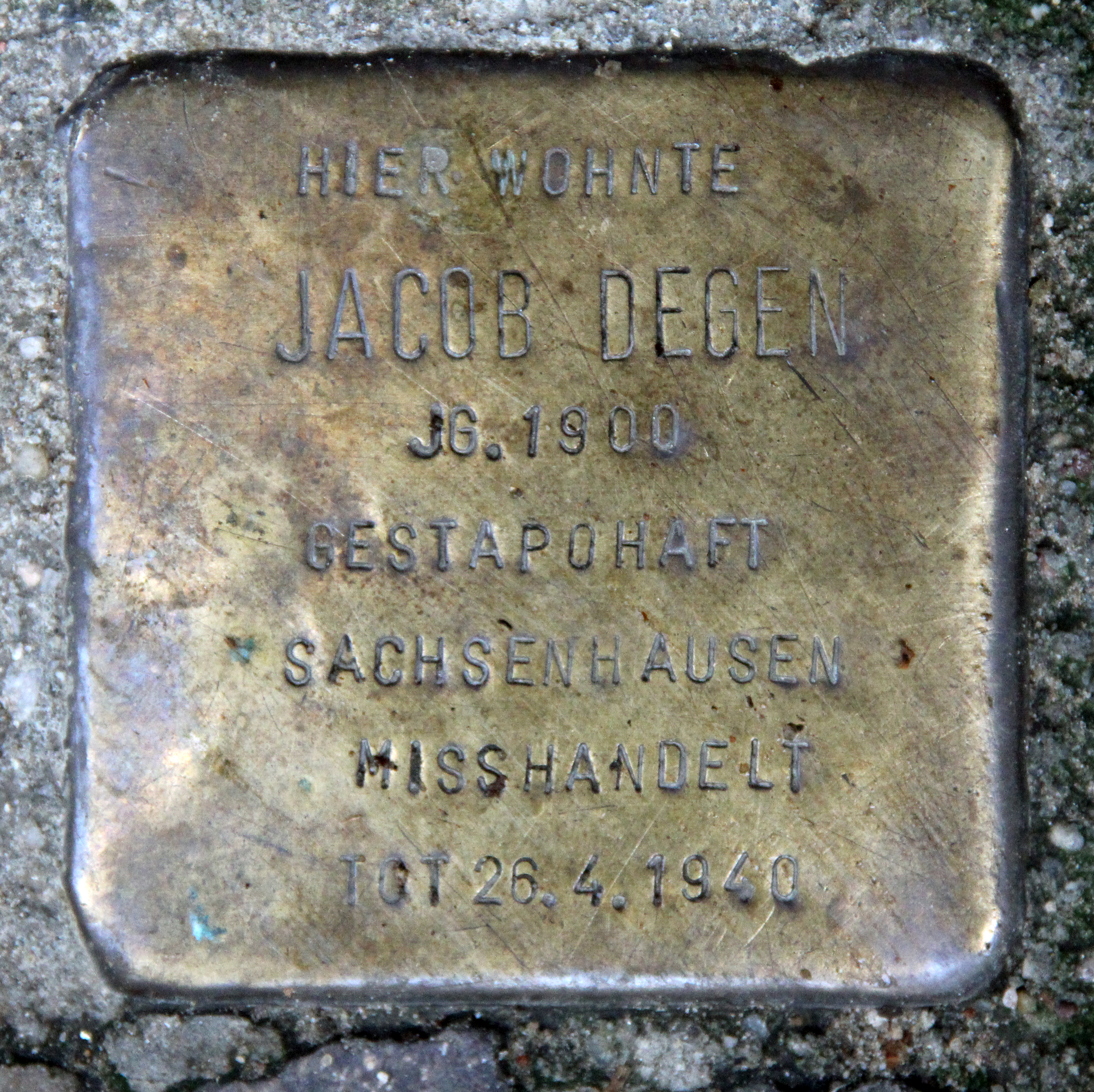
Stolperstein für Jacob Degen in der Elberfelder. Str 30, Berlin-Moabit

Jacob Degen, auch Jakob Degen (geboren am 11. Oktober 1900 in Lutowiska; gestorben am 27. April 1940 in Berlin) war ein deutscher jüdischer Kaufmann. Er war der Vater des Schauspielers und Schriftstellers Michael Degen.

## Leben
Jacob Degen heiratete am 11. Dezember 1922 in Chemnitz Anna Rosalia Rudolf (1906–1975). In Chemnitz baute er einen Handel mit Textilwaren auf. Die Eheleute lebten zunächst in Altchemnitz. Der erste Sohn, Adolf, kam Anfang 1924 zur Welt. Ab Ende der 1920er Jahre wohnte die Familie auf dem Kaßberg. Nach der Geburt von Sohn Michael musste die Familie 1933, inzwischen staatenlos, Chemnitz verlassen und zog nach Berlin-Tiergarten. Am frühen Morgen des 13. September 1939 wurde Jacob Degen von der Gestapo verhaftet und in der folgenden Zeit im KZ Sachsenhausen auf das Schwerste misshandelt. Am 2. Februar 1940 wurde er entlassen. Die beabsichtigte Auswanderung nach Schanghai war nicht mehr möglich. Knappe drei Monate nach seiner Entlassung starb Jacob Degen an den Folgen der Misshandlungen. Er wurde auf dem Friedhof Heerstraße in Charlottenburg beigesetzt.
Michael Degen berichtet vom tragischen Leben seines Vaters in seiner erstmals 1999 erschienenen Autobiografie Nicht alle waren Mörder. Eine Kindheit in Berlin.
Im Berliner Ortsteil Moabit erinnert seit einigen Jahren ein Stolperstein an Jacob Degen. 2019 wurde ein weiterer in Chemnitz verlegt.